# Posoka (powiat turecki)
Posoka – wieś w Polsce położona w województwie wielkopolskim, w powiecie tureckim, w gminie Przykona.
W latach 1975–1998 miejscowość administracyjnie należała do województwa konińskiego.
Godnym uwagi obiektem zabytkowym jest wiatrak koźlak.

## Kaplica
We wsi, należącej do parafii Janiszew, stoi murowana, wybudowana w 1986 roku, kaplica pw. Najświętszego Serca Pana Jezusa.